# Lakewood (Kalifornie)
Lakewood je město v okresu Los Angeles County ve státě Kalifornie ve Spojených státech amerických. Na západě sousedí s městem Long Beach, na severu s městem Bellflower, na severovýchodě s městem Cerritos, na východě s městem Cypress a na jihovýchodě s městem Hawaiian Gardens. 
K roku 2020 zde žilo 82 496 obyvatel. S celkovou rozlohou 25 km² byla hustota zalidnění 3 400 obyvatel na km². Město začalo být budováno až krátce po druhé světové válce, přičemž výstavba v něm byla předem pečlivě naplánována a organizována. V době mohutné výstavby v letech 1950 až 1953 bylo ve městě zhotovováno asi 50 domů denně, rekordem byl den se 110 zhotovenými domy. V roce 1954 si nově příchozí obyvatelé v referendu odhlasovali, že chtějí, aby se Lakewood oficiálně stal městem. Ve městě se nachází jedno z největších nákupních center v USA zvané Lakewood Center. 